# Sonam Dechen Wangchuck

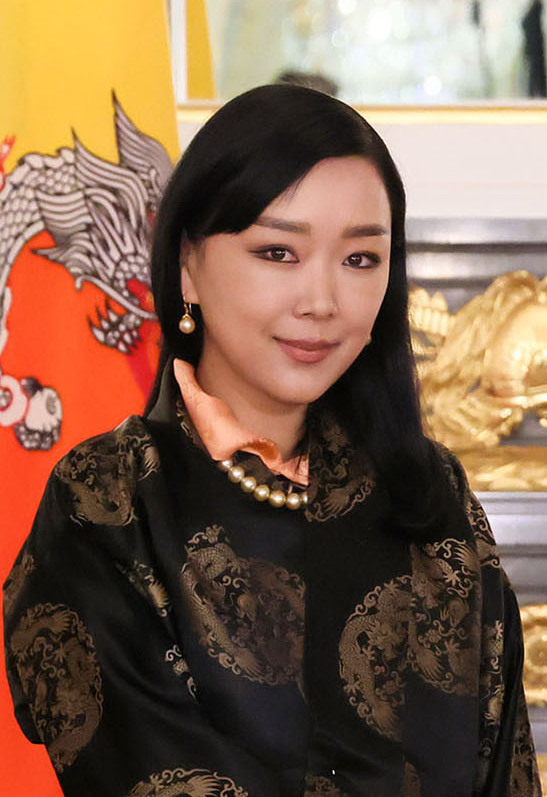
Prinzessin Sonam Dechan (2022)

Sonam Dechen Wangchuck (bhutanisch བསོད་ནམས་བདེ་ཆེན དབང, geb. 5. August 1981) ist eine bhutanische Prinzessin und Justizbeamtin. Sie ist die Tochter des vierten Königs (Druk Gyalpo) von Bhutan Jigme Singye Wangchuck und Königinmutter Dorji Wangmo Wangchuck und sie ist Halbschwester des aktuellen Königs Jigme Khesar Namgyel Wangchuck.

## Biographie
Sonam Dechen Wangchuck kam 1981 zur Welt. Sie besuchte die Lungtenzampa Middle Secondary School, die Yangchenphug Higher Secondary School und Choate Rosemary Hall in Wallingford (Connecticut).
Sie absolvierte ein Studium in Internationalen Beziehungen an der Stanford University (1999) und erwarb einen Mastertitel in Rechtswissenschaften an der Harvard Law School (2007). Sie arbeitete zunächst als Referendarin am Königlichen Hohen Gericht von Bhutan und war später in der Justiz des Königreichs Bhutan als Präsidentin des Bhutan National Legal Institute (BNLI) tätig.
Sonam Dechen Wangchuck ist Vorstandsmitglied der Tarayana Foundation (TF). Seit 2010 ist sie Ehrenpräsidentin der Jigme Singye Wangchuck School of Law (JSW Law). 2017 und 2022 war sie, die den Titel Ashi trägt, als offizielle Repräsentantin ihres Landes zu Besuch in Japan.

## Privates
Sie ist mit Phub W. Dorji (geb. 1980) verheiratet, einem entfernten Verwandten. Die Hochzeit fand am 5. April 2009 im Motithang-Palast statt. Phub W. Dorji ist Sohn von Zepon Wangchuck, einem ehemaligen Mönch, später leitenden Architekt und Projektmanager aus Takchu Gompa im westbhutanischen Distrikt Haa, und seiner Frau Ugyen Dolma aus Gaselo. Phub W. Dorji absolvierte seine Ausbildung an US-Universitäten, und arbeitete später im Finanzministerium.
Das Paar hat zwei Söhne: Jigje Singye Wangchuck wurde 2009 geboren, Vairochana Rinpoche Ngawang Jigme Jigten Wangchuck kam 2013 zur Welt. Der 70. Je Khenpo Jigme Chhoeda erkannte in ihm die Reinkarnation von Vairotsana, einem bedeutenden Lotsawa, der im 8. Jahrhundert buddhistische Schriften aus dem indischen Sanskrit ins Tibetische übersetzte.